# City (tidning)

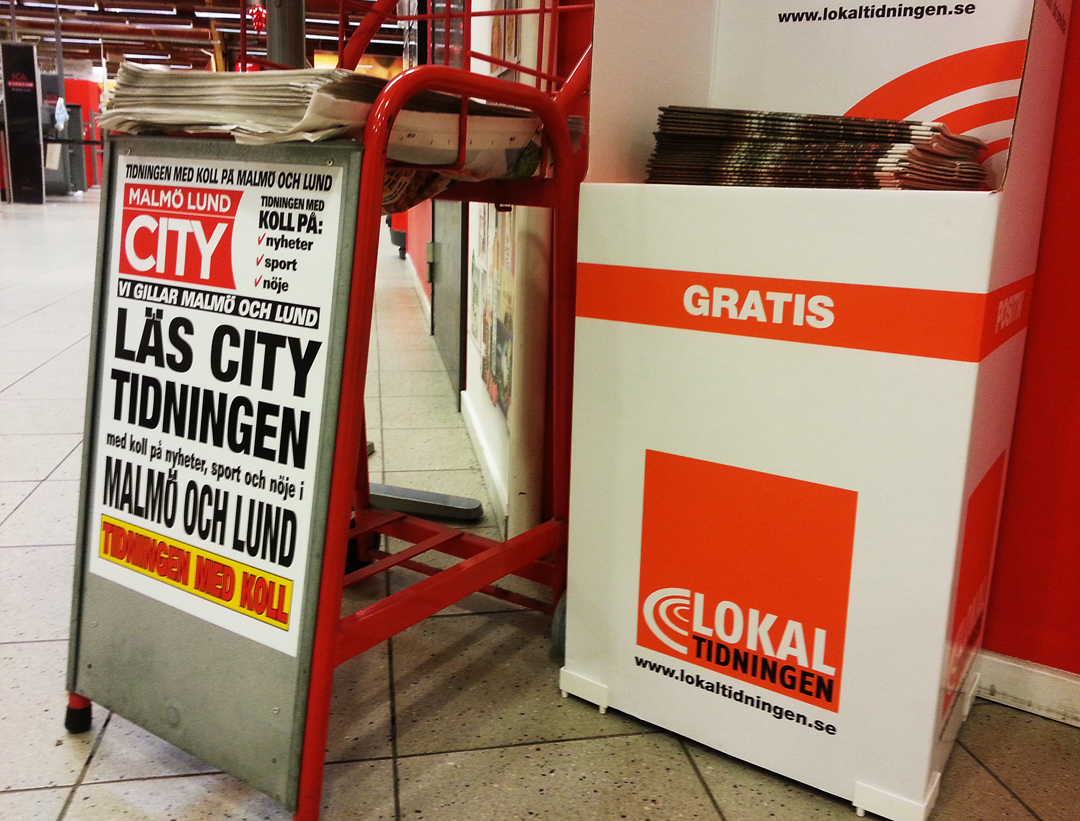
Ställ med gratistidningar i Lund.

City var namnet på en partipolitiskt oberoende gratistidning som gavs ut i olika editioner för olika orter i Sverige åren 2002-2015. 
Tidningens olika utgåvor hette Stockholm City, Göteborg City, City Malmö Lund, City Malmö, City Lund, City Helsingborg, City Landskrona och City Kristianstad. Tidningarna hade efterhand olika ägare och utgavs av olika företag. City Malmö Lund gavs till en början ut av Bonnier men 2007 övergick tidningen till Sydsvenskan. 2011 skapades de två editionerna City Malmö och City Lund som utgavs av City Skåne, ägd av Sydsvenskan. City Helsingborg och City Landskrona ägdes och utgavs av Helsingborgs Dagblad. City Kristianstad ägdes och utgavs av Skånemedia i samverkan med Kristianstadsbladet. Stockholm City utgavs av Stockholm City i Sverige AB som ingick i Bonnierkoncernen. 

## Historik
Tidningen City var en av flera svenska gratistidningar som sedan 1990-talet lanserats av olika mediabolag som konkurrenter till MTG:s pionjärtidning Metro. I oktober 2002 startade Bonniers den första utgåvan av Stockholm City för Stockholms-regionen. I september 2006 meddelades att två nya editioner skulle ges ut; en i Göteborg under namnet Göteborg City  och en i Skåneregionen under namnet City Malmö Lund. Tidningarna började distribueras den 12 september. Detta var startskottet för vad som har kallats "gratiskriget". Samma vecka gick Aftonbladet ut med budskapet att de i oktober 2006 skulle börja dela ut sin gratistidning Punkt se. 
På grund av stora förluster skedde omstruktureringar i slutet av 2007. City Malmö Lund såldes till Sydsvenskan och tidningen i Göteborg, till vilken ingen köpare kunde hittas, lades ned den 21 december 2007.
I mitten av 2008 inledde Helsingborgs Dagblads gratistidning Xtra Helsingborg ett samarbete med Sydsvenskan och därigenom med Stockholm City. Xtra Helsingborg bytte därför namn till City Helsingborg den 11 augusti 2008. Den 13 oktober 2008 startade City Landskrona som ett samarbete mellan City Helsingborg och Landskrona Posten (Landskronas edition av Helsingborgs Dagblad). Den 17 januari 2011 delades City Malmö Lund upp och blev City Malmö och City Lund. Den 11 april 2011 startade City Kristianstad.

### Nedläggningar
Efter att Göteborg City lagts ned 2007 omvandlades Stockholm City från 1 september 2008 till en nyhetsfeaturetidning istället för nyhetstidning och utkom därefter endast två gånger i veckan (måndag och torsdag). Den 13 juni 2011 meddelade Bonnier Tidskrifter i ett pressmeddelande att Stockholm City skulle läggas ned samma år på grund av dålig lönsamhet.
Efter stora förluster lades 2013 såväl City Helsingborg och City Landskrona som City Kristianstad ned på grund av en vikande annonsmarknad.
Den 19 augusti 2015 släppte Sydsvenskan via sin blogg 8till5 ett pressmeddelande om att tidningen City slutligen skulle läggas ned den 16 oktober 2015. Därmed hade alla editioner av City lagts ned.